# Déconstruction aéronautique
La déconstruction ou démolition aéronautique est l'activité industrielle consistant à démanteler un ancien aéronef en fin de vie en vue de la réutilisation et du recyclage de certains composants et matériaux. Ce secteur économique connait une forte croissance liée à l'augmentation du nombre d'avions arrivant en fin de vie et à de nouvelles lois et normes empêchant le simple remisage en cimetière d'avions.

## Historique

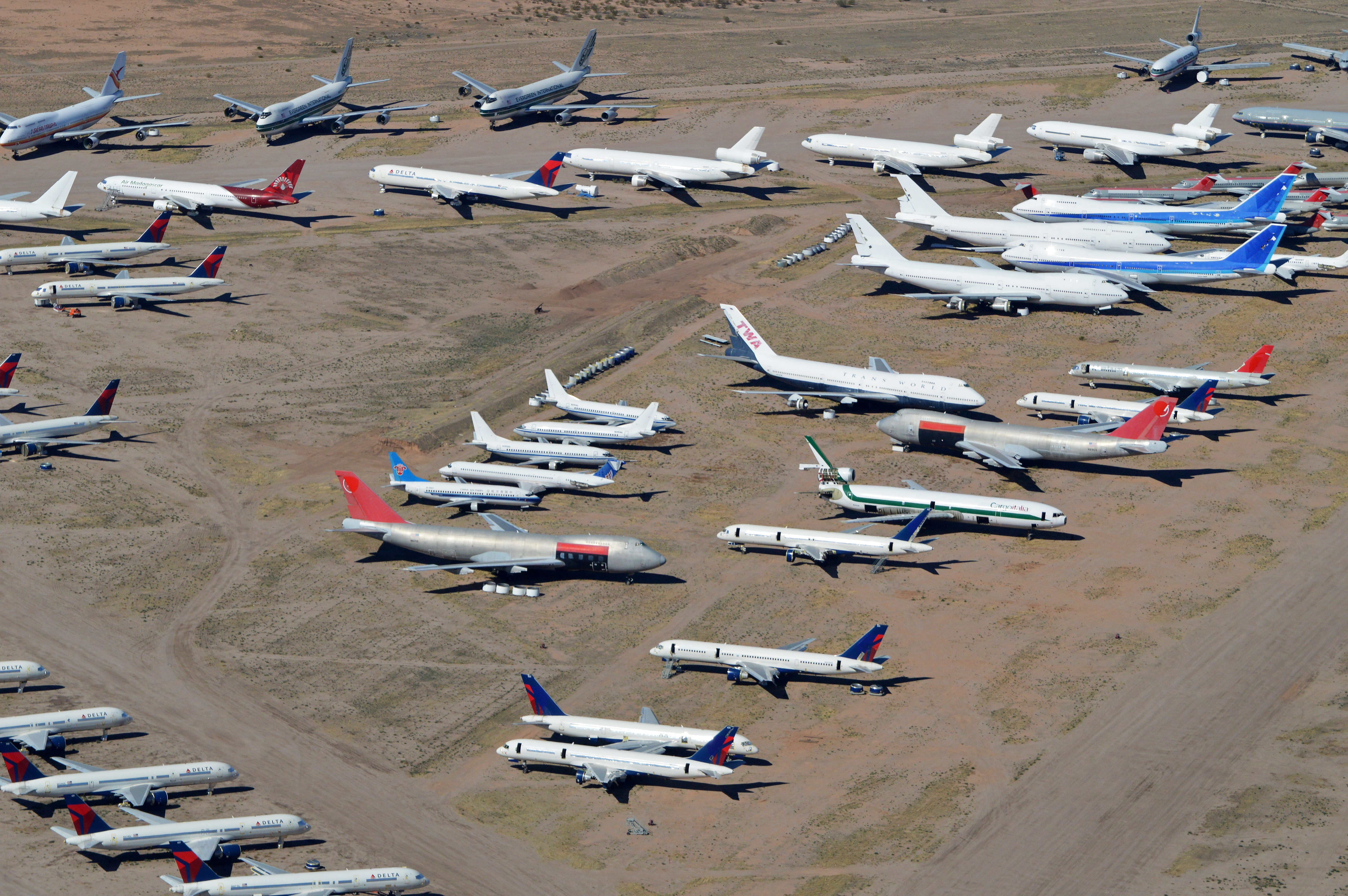
Pinal Airpark, cimetière d'avions dans le sud de l'Arizona.

Tout au long du XXe siècle, nombre d'avions, civils ou militaires, retirés du service ont été remisés dans des cimetières d'avions, ce qui a laissé inexploité un énorme potentiel de recyclage de matériaux.

### Nombre d'avions à démanteler
Il est estimé que 13000 aéronefs, civils et militaires, arriveront en fin de vie au cours de la période 2015-2035.

### Entreprises du secteur
Le secteur est principalement développé en Europe, du fait du cadre règlementaire plus strict dans l'UE. Les entreprises présentes dans le secteur de la déconstruction ont généralement aussi des activités de stockage, de maintenance ou de peinture d'avions.
En France, il existe pour le moment deux sites de démantèlement d'avions de ligne. 
La société Tarmac Aerosave a une activité de démantèlement d'avions de ligne sur l'aéroport de Tarbes-lourdes depuis 2009. 
L'autre site est celui de l'aéroport de Châteauroux-Centre depuis 2006 avec la société Vallair et Paprec. 
Par ailleurs, la base aérienne 279 Châteaudun de juillet 2019 à septembre 2020, a servi de centre de stockage de l'Armée de l'air et de démantèlement d'avions militaires de type C-160 Transall comme première activité.
En Chine, le premier site de déconstruction d'avions de ligne a ouvert à l'été 2017 à l'aéroport de Harbin, il est capable de détruire 20 avions par an avec un objectif de 50 en 2020.

## Procédure de démolition d'un avion de ligne
Les installations de démantèlement d'avions sont construites sur des sites aéroportuaires, ce qui permet aux avions d'arriver par leurs propres moyens. Une fois l'avion parqué dans le site de déconstruction, le carburant restant est vidangé, puis c'est le cas de tous les autres fluides (huile des circuits hydrauliques, eau, air comprimé). Sont ensuite démontés les éléments qui présentent un danger, comme les explosifs des toboggans d'évacuation. Ensuite sont extraits les moteurs, qui seront soit revendus pour être réutilisés s'ils ne sont pas au bout de leur potentiel d'utilisation, soit envoyés à des sociétés spécialisées dans leur démantèlement. D'autres éléments, notamment l'avionique, les trains d'atterrissage, les câbles ou même les sièges, peuvent aussi être revendus pour réutilisation. En dernière étape, la carlingue est découpée et les débris  prennent la direction d'une société spécialisée dans le recyclage de l'aluminium et des autres métaux présents (titane par exemple).

## Cadre légal et normatif
L'industrie aéronautique n'est à ce jour soumise à aucune réglementation spécifique au niveau mondial concernant la gestion des aéronefs en fin de vie.
Chaque phase de démantèlement (dépollution, désassemblage et déconstruction) opérée sur ces sites français est soumise à la législation européenne relative à l'élimination des déchets dangereux et industriels et est calquée sur les normes liées au traitement et stockage des véhicules hors d'usage. 
Les centres de démantèlement sont également classés pour la protection de l'environnement (ICPE) et certifiés ISO 14000, et sont dans l'obligation d'assurer la traçabilité des matériaux traités afin de répondre aux exigences en matière de prévention des risques environnementaux.